# 28 septembre 1982
Le mardi 28 septembre 1982 est le 271e jour de l'année 1982.

## Naissances
- Jesse Schultz, joueur de hockey sur glace canadien
- Filiberto Rivera, joueur portoricain de basket-ball
- Matt Cohen, acteur et producteur américain
- Héctor Giménez, receveur de baseball
- St. Vincent, chanteuse
- Igor Cuny, patineur sur route français
- Luke Varney, footballeur anglais
- Dustin Penner, joueur professionnel de hockey sur glace canadien
- Ranbir Kapoor, acteur indien
- Nolwenn Leroy, auteure-compositrice-interprète et multi-instrumentiste française
- Abhinav Bindra, athlète indien
- Ray Emery, joueur professionnel de hockey
- Aleksandr Anioukov, footballeur russe
- Emeka Okafor, joueur américain de basket-ball
- Micah Owings, lanceur droitier de baseball
- Emelio Caligdong, footballeur international philippin
- Aivar Rehemaa, fondeur estonien
- Takeshi Aoki, footballeur japonais
- Lucas González, chanteur pop espagnol

## Décès
- Marcel Capron (né le 24 mars 1896), homme politique français
- Mabel Albertson (née le 24 juillet 1901), actrice américaine
- Chu Yung-kwang (né en 1920), joueur de football international sud-coréen

## Autres événements
- Création de la Commission Kahane par le gouvernement israélien pour enquêter sur le massacre de Sabra et Chatila
- Découverte de l'astéroïde (100000) Astronautique
- Hans Krollmann devient vice-ministre président